# C. Buddingh'
Cornelis Buddingh' (roepnaam: Kees) (Dordrecht, 7 augustus 1918 – aldaar, 24 november 1985) was een Nederlands dichter, prozaïst en vertaler. Ook hertaalde hij Leendert Burgersdijks 19e-eeuwse vertaling van de toneelspelen van William Shakespeare, alsmede enkele andere klassieke werken. Hij dankt zijn bekendheid vooral aan zijn gedichten, waaronder 'De blauwbilgorgel' (1942) en 'Pluk de dag' (1966), het verhaal 'Daar ga je, Deibel!' (1975) en zijn gepubliceerde verzamelingen citaten en aforismen.

## Naam
Buddingh' maakte zelf altijd onderscheid tussen de persoonsnaam Cornelis (Kees) Buddingh' en de auteursnaam C. Buddingh'. Zijn roepnaam was Kees, geschreven met een K. Over de verwarring rondom diens naam schreef Buddingh':
"Een heleboel mensen kunnen, vreemd genoeg, niet tegen initialen in schrijversnamen. Dat je als C. Buddingh' publiceert nemen ze - bewust of onbewust - ergens niet: die 'C' moet en zal een naam worden. En zo prijk je - zonder dat je het zelf wilt - op de meest uiteenlopende plaatsen als 'Cees', een voornaam die ik zelf wel als laatste zou uitkiezen."
Toch is Buddingh' ook zelf niet altijd consequent met zijn benaming omgegaan: hij moet diverse drukproeven met de naam Cees hebben geaccordeerd. Opmerkelijk genoeg prijkt zelfs op de grafsteen van Buddingh' de naam 'Cees'.

## Biografie
C. Buddingh' werd geboren op 7 augustus 1918 in Dordrecht in een typische 'lower middle class' straat, zoals hij de Dordtse Riouwstraat later beschreef. Het gezin Buddingh' bestond verder uit zijn jongere broer en zus, Wim en Nienke. Er heerste een sfeer van harmonie en respect. Zijn vader werkte op het Dordtse architectenbureau Bernardus van Bilderbeek en Hendrik Reus. De jonge Kees bezocht de lagere school, eerst in het Kasperspad, later in het Stek. In 1930 ging hij naar de Hogereburgerschool ( HBS) aan het Oranjepark, waar hij in 1935 het examen HBS-A deed. Drie jaar later haalde hij zijn acte MO-A Engels in Den Haag. Al vanaf 1933 voetbalde hij bij D.F.C., waar hij uitgroeide tot een bijzonder getalenteerd speler.
Van 1938 tot 1940 was hij in militaire dienst, eerst in Breda, later bij de regimenten wielrijders in 's-Hertogenbosch en Apeldoorn. De mobilisatie bracht hij door bij het depot in Gouda. Na de capitulatie keerde hij terug naar Dordrecht waar hij in de openbare leeszaal ging werken. In de eerste oorlogsjaren ontwikkelde zich zijn schrijverschap, daarin gestimuleerd door een kring van literaire vrienden die zich ontpopte als de 'Dordtse School'. Nadat bij hem tbc was geconstateerd, werd hij van 1942 tot 1943, en later nog van 1947 tot 1949, verpleegd in Sanatorium Zonnegloren in Soest. In 1950 trouwde hij met Christina (Stientje) van Vuren. Zij kregen twee zoons, Sacha en Wiebe.
C. Buddingh' debuteerde, na enkele publicaties in Den Gulden Winckel en Criterium, in 1941 met de bundel Het geïrriteerde lied. Daarna volgden onder andere de clandestiene bundel De laarzen der Mohicanen (1943), Twintig sonnetten (1945) en Water en Vuur (1951). In het sanatorium begon hij met het schrijven van gorgelrijmen, waarvan De blauwbilgorgel het beroemde oerrijm is. De eerste uitgave van de gorgelrijmen, inclusief de Blauwbilgorgel, vond plaats in het baldadige en surrealistische tijdschrift De Schone Zakdoek. De Gorgelrijmen zijn later in verschillende uitgaven gepubliceerd, waaronder 10 Gorgelrijmen, gedrukt in een oplage van slechts tien exemplaren, met illustraties van Wim van Stek (1953). Nieuwe poëzie schreef hij met de bundel Lateraal (1957). West Coast (1959) en Zo is het dan ook nog weer eens een keer (1963). Een belangrijke bundel werd Deze kant boven (1965), waarin hij voor het eerst een haarscherp beeld gaf van zijn dagelijks leven. Hij werkte mee aan de tijdschriften Gard Sivik en Barbarber.
Buddingh' verwierf een grote populariteit op poëzieavonden. Bekend werd zijn voordracht van het gedicht Pluk de dag tijdens de Poëzie in Carré-bijeenkomst in 1966, een initiatief van Simon Vinkenoog. Ook werd hij een bekende Nederlander dankzij zijn optreden als presentator van het televisieprogramma Poets. In 1967 begon hij met het schrijven van wat uiteindelijk vijf delen dagboeknotities zouden worden. In 1976 kreeg hij de Jan Campert-prijs voor de bundel oden en elegieën: Het houdt op met zachtjes regenen. Daarna volgden nog meer autobiografische verzen in De eerste zestig (1978), De tweede zestig (1979) en Verzen van een Dordtse Chinees (1980).
Buddingh' werkte rond deze tijd als 'literator', en hij vertaalde veel, onder andere de The Forsyte Saga van John Galsworthy en, samen met zijn zoon Wiebe, A Clockwork Orange. Daarnaast schreef hij poëzie en enkele prozawerken: Misbruik wordt gestraft (1967), De avonturen van Bazip Zeehok (1969) en Daar ga je, Deibel! (1975), een toneelstuk (geschreven samen met Bert Schierbeek), een serie strips in dagbladen samen met Otto Dicke, kritieken, columns, aforismen en verschillende essaybundels, waaronder het Lexicon der Poëzie (1968). Ook stelde hij een groot aantal bloemlezingen samen. Begin jaren 70 ontpopte Buddingh' zich nog een periode als beeldend kunstenaar. Hij maakte een groot aantal kastjes en collages met surrealistische voorstellingen. Er volgden exposities in Brussel, Dordrecht, Franeker en Amsterdam.
Kees Buddingh' bekleedde naast zijn schrijverschap een deeltijdbaan aan het Instituut voor Vertaalkunde van de Universiteit van Amsterdam. Ook was hij gedurende tien jaar  bestuursvoorzitter van de coöperatieve uitgeverij De Bezige Bij. Op zijn zestigste verjaardag werd hij benoemd tot ereburger van Dordrecht. Op zondag 24 november 1985 overleed Kees Buddingh' op 68-jarige leeftijd in het Gemeenteziekenhuis in de Bankastraat.
Na de onverwachte en felle aanval van Willem Frederik Hermans in NRC Handelsblad (september 1978) stagneerde zijn literaire productie. Hij schreef nog wel een groot aantal miniaturen (prozagedichten) die werden gebundeld in onder andere Een rookwolkje voor God (1982). In 1983 ontving hij de Cestoda-prijs. Kort voor zijn overlijden verscheen een nieuwe reeks gorgelrijmen in de bundel Nieuwe gorgelrijmen (1985). Op 24 november 1985 overleed C. Buddingh' in het Gemeentelijk Ziekenhuis in Dordrecht, terwijl hij herstelde van een operatie.

## Leven en dood in het werk van C. Buddingh'

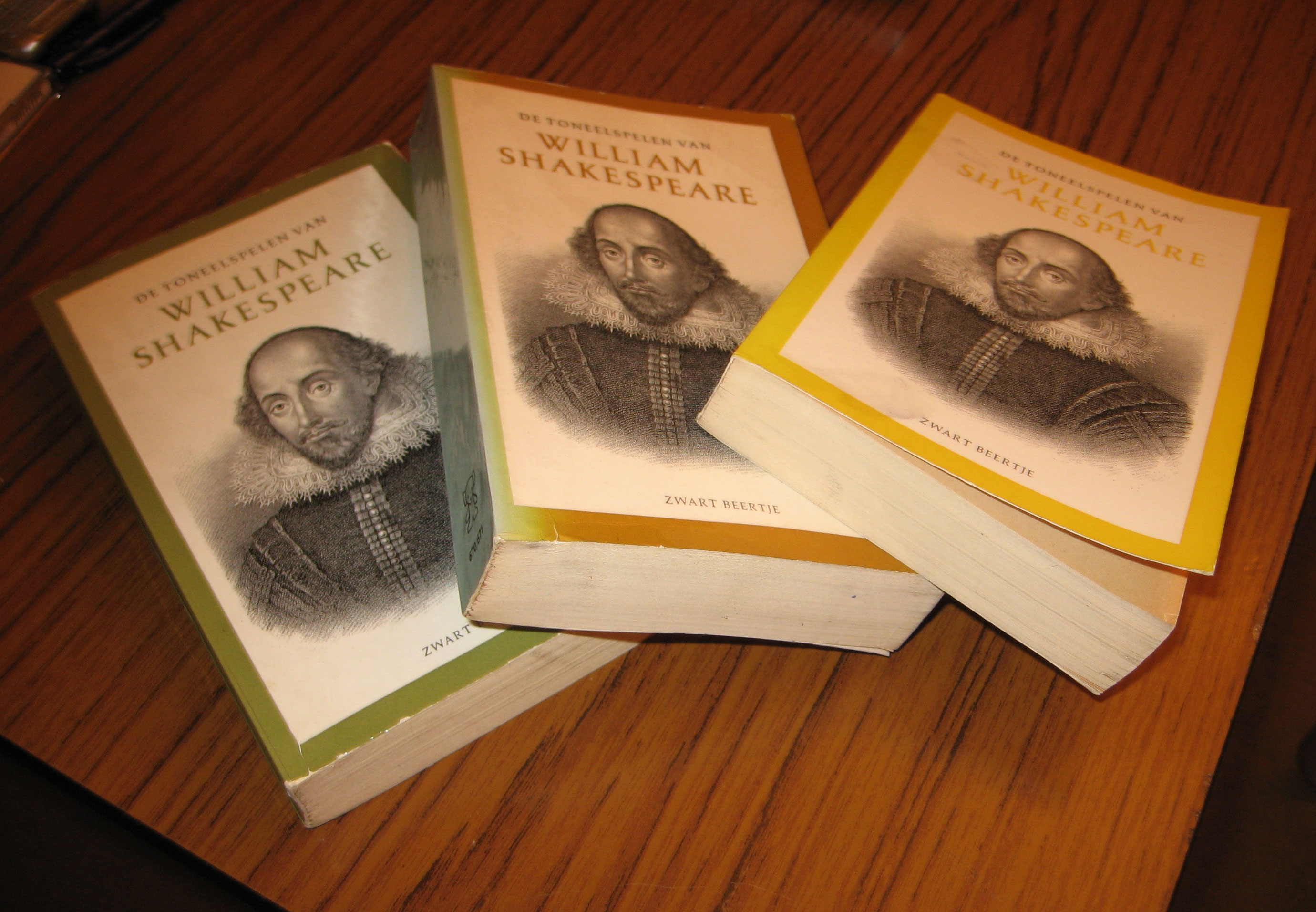
De jarenzestig-hertaling door Kees Buddingh' van de Burgersdijk-vertaling van Shakespeare, uitgegeven in de Zwarte Beertjes-reeks.

"Sinds Buddingh", zo dichtte Remco Campert, "verwachten veel mensen van poëzie een avondje lachen". En zo was het ook. C. Buddingh' stond bij zijn leven voor veel mensen te boek als een vrolijke dichter, als iemand wiens opmerkelijke, maar tegelijk alledaagse poëzie bij herhaling tot ware lachsalvo's aanleiding gaf. Wat dat betreft is het beroemde televisiefragment van de dichtersmanifestatie Poëzie in Carré uit 1966 - waarin Buddingh' zijn gedicht Pluk de dag voorlas, en daarbij herhaaldelijk door het rumoerige gelach uit de zaal onderbroken werd - lange tijd in de herinnering van het grote publiek gebleven. Maar het was niet alleen het potje marmiet dat in het geheugen van mensen bleef hangen, ook het elastiekje dat eerst leek op een schaartje en daarna op het brilletje van Bernlef, en de gedichtencyclus Kachel I t/m XIII, om er maar enkele te noemen. Hoewel deze gedichten niet tot dat genre gerekend kunnen worden, werd zijn poëzie vaak als light verse getypeerd. Want iedereen wist dat Buddingh' ook die schrijver van De Blauwbilgorgel en andere gorgelrijmen was.
Buddingh' vond dat niet erg, maar verwonderde zich er wel vaak over dat mensen niet zagen dat humor en ernst zo dicht tegen elkaar aan lagen, zelfs door elkaar heen liepen. Zo beschouwde hij de strofe uit de kachelgedichten: Hoeveel men ook van elkaar houdt, op den duur kan men niet zonder kachel, zelf als een diepe existentiële waarheid. Maar het weerhield geen mens ervan om er onbedaarlijk om te lachen.
Buddingh' is vaak een stoïcijnse levenshouding toegedicht. In een interview met Vrij Nederland vertelde hij over de beginperiode van zijn dichterschap, waarin hij - om tegen het zich opdringende gevoel van Weltschmerz in te gaan - naar een bepaalde filosofie zocht. En dat hij toen belandde bij het stoïcisme. Er kwam in dat interview een herinnering aan zijn diensttijd naar boven. Hij vertelde dat hij 's nachts op wacht stond aan de rand van een exercitieterrein, een volle twee uur onbeweeglijk in dezelfde houding, de karabijn aan zijn voeten. "Waarom deed je dat toch eigenlijk?" vroeg hij zich af. Waarop zijn antwoord luidde: "Als demonstratie dat je ook a noble roman kon zijn, iemand langs wie verdriet, ellende of lichamelijk ongemak afgleed, als water langs de veren van een eend."
Maar Buddingh' heeft de dood, slechts korte tijd later - en dus nog heel vroeg in zijn leven - al in de ogen moeten kijken. Hij leed als jonge man aan tbc en werd in 1942 - hij was toen 23 jaar - opgenomen in het Sanatorium Zonnegloren in Soest, waar hij begin 1943 het gedicht zou schrijven dat hem zijn leven lang heeft vergezeld: De Blauwbilgorgel.
"Ik geloof dat ik daar toch wel een reële kijk op het leven gekregen heb", zei hij later. Buddingh' hoorde er van kameraden die nog met hem bij de wielrijders waren geweest en waren opgepakt en geïnterneerd in Polen, maar ook van de schrijver Ed. Hoornik, die zijn debuutbundel Het geïrriteerde lied (1941) had geredigeerd en die in Dachau zat. Bij dat soort treurige verhalen was zijn gedachte: "Het is natuurlijk niet zo leuk hier in het sanatorium en er gaat hier weleens iemand dood, maar vergeleken bij een concentratiekamp is het hier toch eigenlijk een vakantiekolonie."
Lange tijd wist hij zonder zwartgalligheid op die periode in het sanatorium terug te kijken. Zo kon hij vertellen over de ontmoeting met een man na afloop van een première in de Amsterdamse Stadsschouwburg, met wie hij in een heftige discussie verzeild raakte, deels gevoed door een of meer glazen whisky. Ze achtervolgden elkaar daarbij zelfs naar het toilet, waar de man zich telkens op zijn borst sloeg en trots uitriep: "Vijf jaar RAF!". Buddingh' sloeg zich daarop ook op zijn borst en zei: "Zes jaar tbc".
Na de periode van zestig en de stromingen van Gard Sivik, de nieuwe stijl en Barbarber kwam dan halverwege de jaren zeventig Buddinghs meesterwerk in de vorm van de bundel Het houdt op met zachtjes regenen, dat een diepzinnige bundel werd genoemd door critici, hoewel dat woord 'diepzinnig' niet echt bij Buddingh' paste. Vergankelijkheid - altijd slechts onderhuids aanwezig in zijn poëzie - vormde nu het voornaamste onderwerp. Ook de sanatoriumtijd keerde hierin in alle hevigheid terug. Buddingh' wist alle lof voor die bundel - waarvoor hij in 1976 de Jan Campert-prijs ontving - ook direct weer te relativeren: "Natuurlijk kan een gedicht over een vriend die na dertien jaar sanatoriumtijd gestorven is, gemakkelijk meer diepgang krijgen dan een gedicht over een potje jam, maar je moet er toch niet van uitgaan dat het mooier wordt als je maar over de dood schrijft. Da's typisch Nederlands. Als 't maar over de dood gaat, is 't mooi."
Toch was het in deze bundel gedaan met de tot dan toe zo kenmerkende stijl van hem, met dat zo neutraal mogelijk, laconiek-humoristisch, noteren van alledaagse observaties. Vooral de In Memoriam-gedichten brachten daarin verandering. Ook het verdriet sloop langzaam in zijn poëzie, en naast het verdriet ook de woede. Een woedend gevoel van onmacht, onder andere in het gedicht In memoriam Beertje van M. "De dood gaat als een gek tekeer", schreef collega Bernlef naar aanleiding van vooral de zeven elegieën over de zeven mensen die ieder op hun manier iets voor Buddingh' hadden betekend en toen al dood waren: Du Perron, Anthony Bosman, Ton Kloppers, Benjamin Péret, Pablo Neruda, Gerrit M. en Beertje van M.
In zijn dagboeken had Buddingh' zich jaren eerder al minder gereserveerd opgesteld tegenover zijn eigen emoties met betrekking tot de vergankelijkheid. De functie van de dagboeken werd met Het houdt op met zachtjes regenen overgeheveld naar zijn poëzie. Buddingh' zelf daarover: "Waarschijnlijk is het toch een protest tegen het verglijden van de tijd. Op een of andere manier probeer je dat vast te houden. Zo'n dagboek is toch een brief in een fles, bestemd voor het nageslacht: Kees Buddingh' is er ook nog geweest."
Buddingh' ging in de sonnettenreeks die volgde - en die eigenlijk had moeten resulteren in een autobiografie in 360 sonnetten, Een mens in de tijd, maar toch niet verder kwam dan De eerste zestig en De tweede Zestig - verder met de doden in gesprek. In het eerste sonnet in De eerste zestig sprak hij met zijn overleden vader:
Soms, ’s avonds, staat mijn vader in de kamer.

Vreemd oud geworden, haast vel over been.

‘Slapen ze, Stientje en de jongens?’ ‘Ja, hoor.’

(zij mogen hem niet zien.) Hij zucht tevree.
Maken ze ’t goed? Geen zieken?’ ‘Nee, geen zieken

gelukkig. Alles prima.’ Hij glimlacht,

klein op een puntje van de bank, zijn benen

nog korter dan toen hij een jongen was.
Zo trokken er velen voorbij in beide bundels. In Bij de dood van Kors Monster schreef Buddingh’:
t wordt wel een boek met In Memoriams

dacht ‘k laatst. Maar ja, wanneer je, als Pizarro

de vijftig overschreden hebt, dan vallen

ze links en rechts als mispels om je heen.
De tweede zestig eindigde met een drietal gedichten over eveneens sanatoriumpatiënten. De bundel opende met een kleine ode aan de vergankelijkheid in het sonnet Vuur, dat als volgt eindigt:
Zelf ben ‘k wat bang voor water. Lucht heeft iets

vulgairs, vind ’k. Aarde is mooi, maar blijft toch aarde.

Vuur alleen is pure vergankelijkheid.
In 1979 werd Buddingh' in alle hevigheid opnieuw geconfronteerd met de sanatoriumperiode toen dokter Van Proosdij hem uit pure vriendelijkheid een door hem samengesteld boek, getiteld Vijftig jaar Zonnestraal, stuurde, met daarin al die oude sanatoriumfoto's, waaronder die van dokter Pauw, die hem in 1948 in het sanatorium opereerde. Het boek en de herinneringen mondde bij Buddingh' in korte tijd uit in een zogenaamd sanatoriumsyndroom. In zijn dagboek schreef hij daarover later: "Ik leefde in een totaal irreële wereld. Het was net alsof alles om mij heen zich kilometers van mij vandaan afspeelde en mij tezelfdertijd als nauwe, op elkaar aanschuivende bergwanden vermorzelde".
Inmiddels waren het leven en werk van Kees Buddingh' steeds meer verstrengeld geraakt. Het autobiografische karakter van zijn werk werd steeds sterker. Feiten, zaken en verhalen uit het verleden werden keer op keer herbeleefd. Op de reeks sonnetten volgden in 1980 de Verzen van een Dordtse Chinees, dat inhoudelijk voortborduurde op de autobiografische onderwerpen.
Bij Buddingh' was, na de explosieve periode, langzaam aan een zekere verstilling opgetreden. Gezien de titel van de bundel verlangde hij naar rust, naar de gemoedsrust van de oosterling, maar tegelijk ook wel weer een echte westerse oosterling, namelijk één uit Dordt. In de Verzen beleefde Buddingh' de overgang van de herfst naar de winter. Veel bezag hij in het licht van de naderende dood. Toch werd het niet uitsluitend een melancholieke bundel. Hij had nog net zo goed aandacht voor het zich vernieuwende leven in het voorjaar.
Uiteindelijk komt hij in de Verzen uit bij:
Kringloop
Eigenlijk moet je nooit vragen

wanneer het voorjaar is:

zal ‘k ook de zomer nog halen?

Je hebt al aeonen gemist.
Klap je stoel gewoon uit in je tuintje.

Steek heel je nek uit in de zon.

Straks zit je een beetje te kwijlen.

Dan ben je weer waar je begon.
Het begin van de jaren tachtig waren in literair opzicht een stille periode voor Buddingh'. De poëzie had plaatsgemaakt voor zogenaamde microverhaaltjes of miniaturen, een genre dat maar met moeite gewaardeerd werd. Zijn uitgever De Bezige Bij besloot ze niet uit te geven, waardoor de dichter - die ook nog eens tien jaar voorzitter van deze coöperatieve uitgeverij was geweest - zich bijzonder teleurgesteld moet hebben gevoeld. Hij sukkelde met zijn gezondheid en ook een herstart van zijn dagboek zat er ondanks herhaalde pogingen niet in. Maar dan is het in zijn dagboek 13-3-1985: "Het blijkt steeds weer: ik heb eigenlijk een ijzersterk gestel, met alleen hier en daar een paar flinke roestplekken. Hoeveel jaar heb ik al weer niet meer in deze cahiers geschreven: vijf, zes, of toch duidelijk minder? - ik weet het niet meer. Aan de ene kant heb ik het als een bevrijding ervaren, aan de andere kant heeft het, meer dan ik zelf wel dacht, aan me geknaagd. En nu ben ik dan - en waarom juist vandaag, ik zou het bij God niet weten - weer begonnen. Mijn voornemen is in ieder geval; doorgaan tot ik de pen niet meer vast kan houden."
In 1984 kwam Buddingh' in contact met de Utrechtse schilder-graficus Hans van Dokkum, die al ruim een jaar enthousiast bezig bleek te zijn litho's bij de inmiddels ruim dertig jaar oude gorgelrijmen te maken. Buddingh' werd dusdanig door zijn geestdrift aangestoken dat hij - tot zijn eigen verbazing - plotseling het ene na het andere gedicht schreef over weer een nieuw gorgeldier, van De breddeveel tot De wems. In vijf maanden tijd schreef Buddingh' tweemaal zoveel gorgelrijmen als destijds in tien jaar. In oktober 1985 verschenen ze weer bij De Bezige Bij in de bundel Nieuwe Gorgelrijmen en Buddingh' schreef euforisch: "Als ik naar de stapel kijk denk ik, met Macbeth: “Wie had gedacht dat de oude man nog zoveel bloed in zich had”."
De gorgelrijmen worden wel gerekend tot nonsenspoëzie of light verse. Dat is slechts ten dele juist, want de gorgelrijmen - zowel in de oude als in de nieuwe - hebben vaak een dubbele bodem. De ogenschijnlijke vrolijkheid herbergt altijd een diepe weemoed en ook de dood is in de rijmen vaak niet ver weg.
Buddingh' was als dichter een graag geziene gast op literaire festivals en voorleesavonden. Ook in zijn eigen stad, Dordrecht, trad hij veelvuldig op, zoals tijdens de door Joop van Halen georganiseerde literaire avonden in 't Hof en in het culturele centrum van de nieuwbouwwijk Sterrenburg. Deze literaire avonden in De Keet waren legendarisch. Niet alleen vanwege de locatie: een noodwinkelcentrum omgeven door flats, maar vooral ook om de inhoud en de sfeer. Joop van Halen organiseerde er niet alleen avonden met Buddingh', maar ook met Jan Eijkelboom, Frans Kellendonk, Cees Nooteboom, Simon Vinkenoog, Bert Schierbeek en veel andere schrijvers en dichters. Het destijds roemruchte Klein Orkest was er zo'n beetje het huisorkest.
Buddinghs stem, eind jaren zestig landelijk bekend geworden door het uitspreken van de verbindende teksten in het allereerste Nederlandse verborgencameraprogramma Poets, bleef door velen geassocieerd worden met humor. De typische, gortdroge, Buddingh'-stem werd daarmee zijn handelsmerk en miste bij lezingen zijn uitwerking niet. Als hij voorlas kregen de woorden er een extra dimensie door. Het trieste werd bijna geestig, terwijl omgekeerd, het grappige niet onmiddellijk tot uitbundig lachen noodde. Daardoor riep zijn stem bij velen een constante glimlach op. Volgens Buddingh' zelf was hij na het optreden in Carré de man van "die stem en dat dekseltje van het marmietpotje". Echt problemen leek hij er niet mee te hebben: "Die stem, ja. Er is eens een stuk van drie pagina's over geschreven. Vond ik wel mooi."
Ares Koopman schreef daarover: "Na zijn optreden in Poëzie in Carré werd hij her en der gevraagd de stem te laten horen, waarmee hij een soort half-hees, tegen het Rotterdams aanleunend Dordts sprak, en die op den duur zijn handelsmerk werd. Hij reisde stad en land af om zijn eigen en andermans werk ten gehore te brengen, en hij bracht, gebruikmakend van die stem, zijn liefde voor de literatuur over op - waarschijnlijk - veel meer mensen dan er zonder Poets, zonder Poëzie in Carré en zonder die stem op zo'n avondje poëzie zouden zijn afgekomen."
Adriaan Morriën schreef in het gedenkboek Een stem om niet te vergeten een portret van Buddinghs stem. Wat volgens Morriën daar in doorklonk was "de toon van melancholie, het accent van berusting, niet in het zogenaamd onvermijdelijke, maar in het eeuwig veranderlijke, de melancholie van iemand met een blijkbaar onverwoestbaar goed humeur, en de berusting van een man die op verrassingen uit is."
Dat Buddingh' in 1985 met het werken aan de nieuwe reeks gorgelrijmen ook een nieuwe opleving in zijn literaire werk meemaakte, is wel duidelijk als we zijn laatste maanden volgen in het laatste deel met Dagboeknotities, dat uiteindelijk negen jaar na zijn dood zou verschijnen. Hij had er weer zin in en maakte weer plannen. Bijzonder is het dat de gorgelrijmen - waarin de glimlach en de weemoed steeds hand in hand gaan - in zekere zin zijn gehele oeuvre zijn gaan omsluiten.
In november 1985 ging Kees Buddingh' ter observatie het ziekenhuis in, slechts enkele passen van zijn huis in de Dordtse Bankastraat verwijderd. Het leek erop dat hij herstellende was van een darmoperatie. Met zijn vriend Roel Leentvaar begon hij in het ziekenhuis weer aan een schaakpartij, die echter door een spoedoperatie werd onderbroken en daarna niet meer kon worden voortgezet. Op 24 november 1985 overleed Buddingh' op 67-jarige leeftijd.

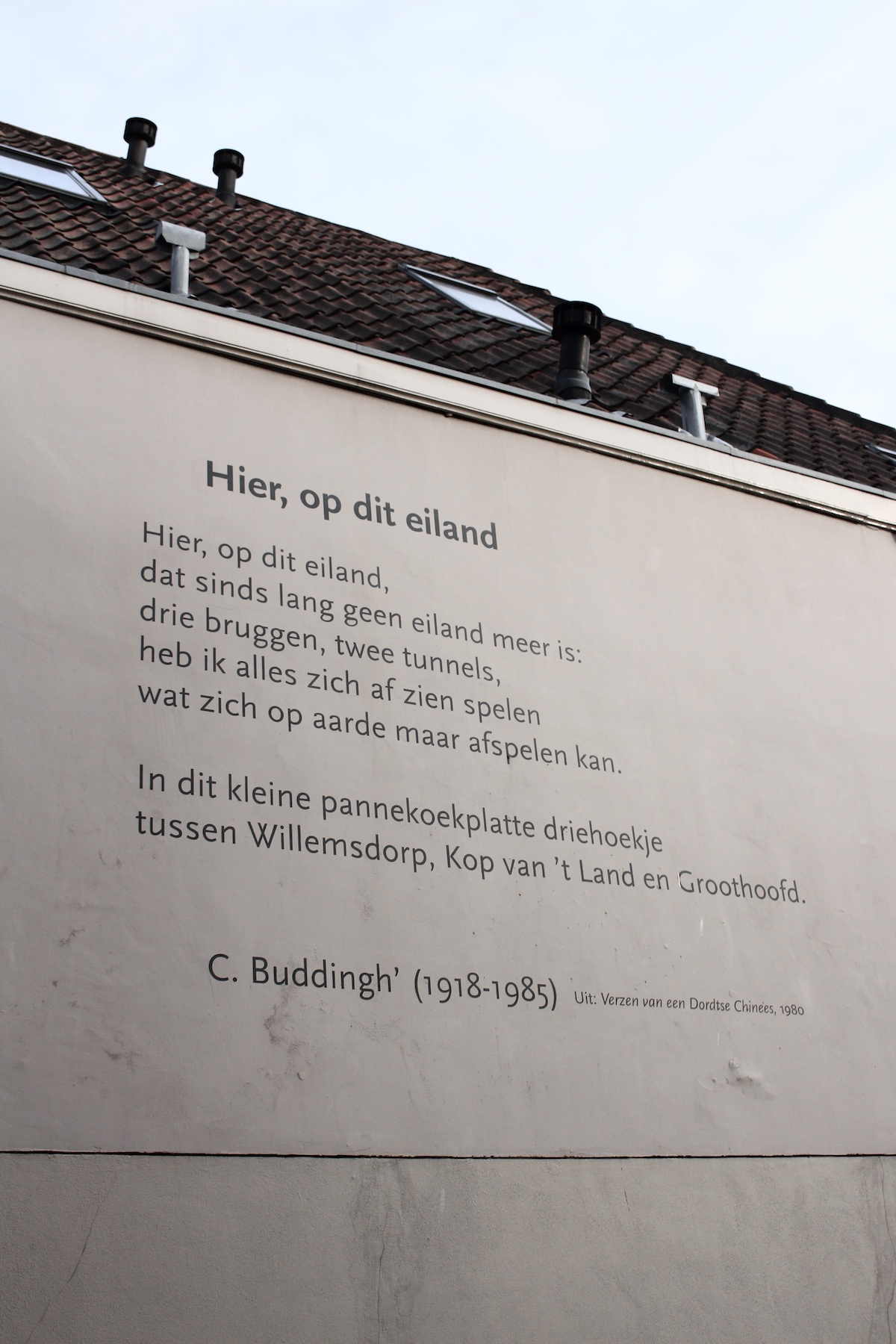
Gedicht van C. Buddingh' op muur, Varkenmarkt en Buddingh'plein, Dordrecht.

## Dordrecht
Buddingh' voelde een sterke binding met zijn geboortestad: dit heeft hij verwoord in de daar zeer geliefde Ode aan Dordrecht. Hij was een cricket-liefhebber, was vaak bij voetbalclub D.F.C. te vinden op de tribunes en was een verwoed schaker. De verbinding tussen Buddingh' en zijn stad Dordrecht wordt zichtbaar in het boek Een stad is een boek: het Dordrecht van C. Buddingh (Wim Huijser, Walburg Pers, 3e druk, 2001).
Op de hoek van het Buddingh'plein staat een gedicht uit Verzen van een Dordtse Chinees (1980) op de muur van Varkenmarkt 142-144:
Hier, op dit eiland,

dat sinds lang geen eiland meer is:

drie bruggen, twee tunnels,

heb ik alles zich af zien spelen

wat zich op aarde maar afspelen kan.

In dit kleine pannekoekplatte driehoekje

tussen Willemsdorp, Kop van 't Land en Groothoofd.

## Vertaler
Hij heeft lange tijd Engels gedoceerd aan het Instituut voor Vertaalkunde in Amsterdam. Hij vertaalde onder meer werk van Anthony Burgess (A Clockwork Orange) en van Leslie Charteris (The Saint) naar het Nederlands. Ook is hij bekend geworden om zijn vertalingen van de complete werken van Shakespeare, gebaseerd op de 19e-eeuwse vertaling van Leendert Burgersdijk. Deze vertaling kenmerkt zich door het feit dat deze redelijk trouw is aan de originele Engelse teksten en toch goed leesbaar is. Dat Buddingh' als anglofiel beschouwd kan worden, blijkt uit het boek Het Engeland van C. Buddingh' , dat in 2005 werd uitgegeven en is geschreven door Buddingh'-biograaf Wim Huijser.

## Artikel van Hermans
In september 1978 verscheen er in NRC Handelsblad een artikel van Willem Frederik Hermans over de dagboeken van C. Buddingh'. Het was een zeer felle en vernietigende aanval op de door Hermans ervaren kneuterigheid erin. Buddingh' was hierdoor zeer aangedaan. Na het artikel van Hermans zijn er geen dagboeken van Buddingh' meer in druk verschenen tot tien jaar na zijn dood, toen De Bezige Bij de Dagboeknotities 1977-1985 in een gebonden editie uitgaf (in datzelfde jaar 1995 stierf Hermans).

## Erfenis
Zijn zoon Wiebe Buddingh' is eveneens vertaler en verwierf bekendheid met het vertalen van de Harry Pottercyclus.
Buddingh' is de naamgever geworden van de C. Buddingh'-prijs. Deze wordt jaarlijks toegekend aan het beste debuut in de Nederlandstalige poëzie. De prijs wordt uitgereikt op Poetry International.

## Buddingh' gebundeld
Op 24 november 2010 - op zijn 25ste sterfdag - werden in Dordrecht de verzamelde gedichten van C. Buddingh' gepresenteerd, bezorgd door Wim Huijser. Buddingh' gebundeld: Gedichten 1936-1985 telt 1020 pagina's. De presentatie vormde de kern van een hele Buddingh'-week in Dordrecht, waarin met Buddingh' als thema werd gewandeld, geschaakt, gezongen, voorgedragen en gestemd op het populairste Buddingh'-gedicht. De Centrale Bibliotheek organiseerde de verkiezing. Een tiental verzen was vooraf genomineerd. Burgemeester Arno Brok bracht op 9 november als eerste online zijn stem uit. Met 26 procent van de stemmen kwam het sonnet Soms 's avonds als winnaar uit de bus. Op de tweede plaats eindigde met 17 procent Pluk de dag en De blauwbilgorgel eindigde met 13 procent als derde.
Wim Huijser (1960) is biograaf van C. Buddingh'. Hij is o.a. auteur en samensteller van de volgende uitgaves:
- West Coast Revisited. C. Buddingh', jazz en poëzie 1959/2019, Azul Press, 2019
- Bazip, Deibel en andere verhalen. De beste verhalen van C.Buddingh', Nijgh & Van Ditmar, 2018
- C. Buddingh' CollectionBox, Uitgeverij MatchBoox, 2018
- 'Ik ben de blauwbilgorgel'. Biografie van Buddingh's oergorgelrijm, Azul Press, 2017
- 'Demetrius, ik houd mij aan mijn woord'. De Shakespeare-vertalingen van C. Buddingh', Azul Press, 2016
- Dichter bij Dordt. Biografie van C. Buddingh', Nijgh & Van Ditmar, 2015
- Kastjes kijken. Beeldend werk van C. Buddingh', Dordrechts Museum / Buddingh' Genootschap, 2012
- Buddingh' gebundeld. Gedichten 1936-1985, C. Buddingh', bezorgd, Nijgh & Van Ditmar, Amsterdam, 2010
- 'Dordt, wat zal ik ervan zeggen'. Literair wandelen door het Dordrecht van Kees Buddingh', Uitgeverij Aspekt, Soesterberg, 2008
- Mijn katten en ik, C. Buddingh', van nawoord voorzien, Uitgeverij Aspekt, 2008
- Raban! Raban! Raban! Buddingh's Blauwbilgorgel met pensioen, Uitgeverij Aspekt, 2007 (samen met Peter de Roos)
- Hier is Poek, bezorgd en van nawoord voorzien, Liverse Dordrecht, 2006
- Net zo links als Willem van Hanegem. Het voetballeven van C. Buddingh', Uitgeverij Aspekt, Soesterberg, 2006
- Lazy bones, Buddingh’-Jaarboek 2005, onder redactie van Wim Huijser en Peter de Roos, Liverse Dordrecht, 2005
- Het Engeland van C. Buddingh', Uitgeverij Aspekt, Soesterberg, 2005
- Quasi Cadavres Exquis, C. Buddingh' en Theo van Baaren, bezorgd en van inleiding voorzien, Liverse Dordrecht, 2005
- Bij wijze van spreken, C. Buddingh', bezorgd en van nawoord voorzien, Liverse Dordrecht, 2004
- Alle gorgelrijmen, bezorgd en van nawoord voorzien, De Bezige Bij, Amsterdam, 2003
- Een okkele weemoed, samengesteld en van inleiding voorzien, Stichting Perspektief Dordrecht, 2003
- C. Buddingh': Een mens in de tijd, Walburg Pers, Zutphen, 2001
- Een stad is een boek, het Dordrecht van C. Buddingh', Walburg Pers, Zutphen, 1997

Het Buddingh'-Genootschap is gevestigd in Dordrecht en is aldaar een activiteit van de Stichting Dordt Literair.